# Log pod Mangartom
Log pod Mangartom (Duits: Breth of Preth) is een plaats in Slovenië en maakt deel uit van de gemeente Bovec in de NUTS-3-regio Goriška. De plaats telde 133 inwoners op 1 januari 2020.
Het ligt aan een zijweg tussen Bovec en Cave del Predil. Hier is ook een soldatenkerkhof uit de Eerste Wereldoorlog waar enkele duizenden Hongaars-Duitse soldaten liggen begraven die in oktober 1914 in een sneeuwstorm tijdens de slag om Bovec zijn gesneuveld.
In de omgeving ligt de berg Mangart.